# Otto Soltau (Geistlicher)

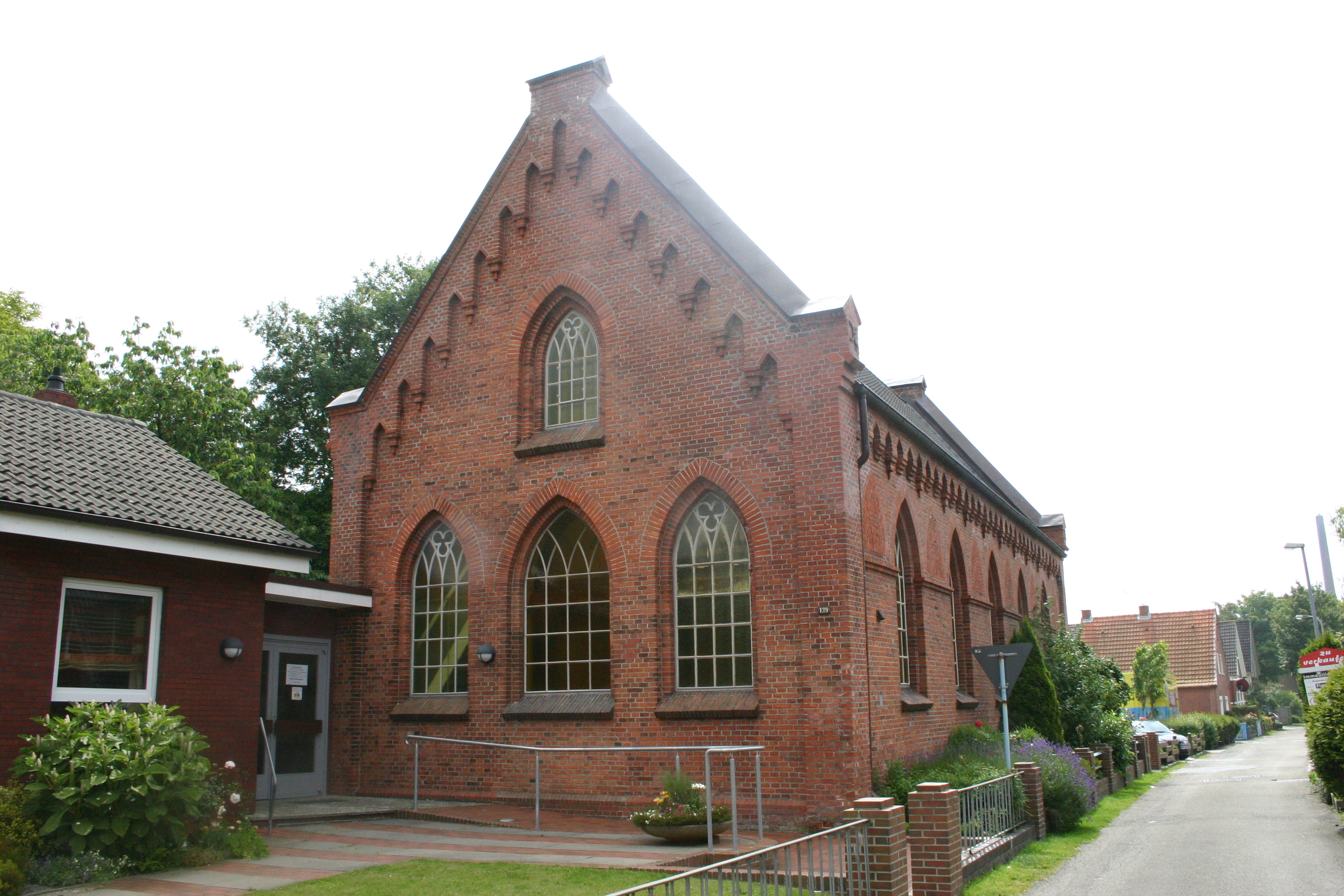
Baptistenkapelle Norden: Erste Wirkungsstätte Otto Soltaus

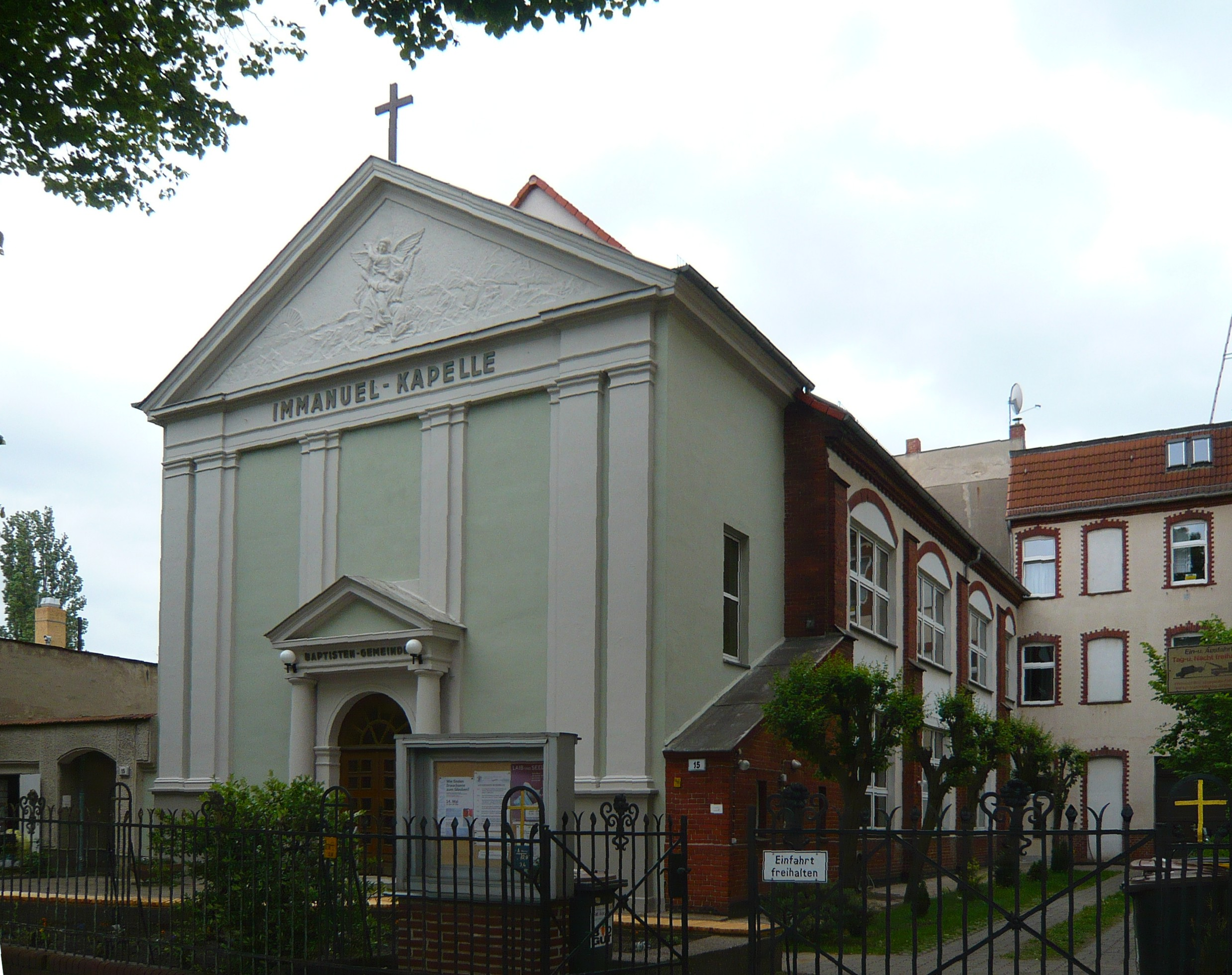
Baptistenkirche Berlin-Weißensee: Von 1932 bis 1953 Wirkungsstätte Otto Soltaus

Otto Soltau (* 7. November 1880 in Willinghusen; † 8. Juni 1966 in Mainz) war ein baptistischer Geistlicher, der in verschiedenen Arbeitszweigen seiner Freikirche eine leitende Position innehatte. Nach Gründung der Deutschen Demokratischen Republik (DDR) im Jahr 1949 stand er an der Spitze der Ost-Sektion des Bundes Evangelisch-Freikirchlicher Gemeinden.

## Leben
Bereits in jungen Jahren arbeitete Otto Soltau verantwortlich in der Sonntagsschule und im so genannten Jünglingsverein der Eilbeker Baptistengemeinde mit. Seine ersten Predigten hielt er als 16-Jähriger. Von 1903 bis 1907 absolvierte er das Predigerseminar der deutschen Baptisten, das bis 1997 seinen Sitz in Hamburg-Horn hatte und sich heute in Wustermark-Elstal befindet.
Seine erste Pastorenstelle, die Soltau noch im Jahr seines Studienabschlusses antrat, fand er in der Baptistengemeinde Norden. Neben seiner Gemeindetätigkeit leitete er die überregionale Jugendarbeit der Nordwestlichen Vereinigung (heute Landesverband Baptisten im Nordwesten). 1912 wechselte Soltau in das westpreußische Hohenkirch (heute: Książki), wo er bis 1920 als Prediger der örtlichen Baptistengemeinde wirkte. Anschließend ging er nach Dresden und 1927 nach Elberfeld. Von dort wechselte er 1932 in die Baptistengemeinde Berlin-Weißensee und war über 21 Jahre deren Pastor. Von 1936 bis in die Mitte der 1950er Jahre war Otto Soltau Vorstandsmitglied der Missionsgesellschaft der Deutschen Baptisten, von 1936 bis 1939 als dessen zweiter und ab 1949 als dessen erster Vorsitzender.
Die Gründung der beiden deutschen Staaten im Jahr 1949 hatte ihre Auswirkung auch auf den aus Baptisten-, Elim- und Brüdergemeinden zusammengesetzten Bund Evangelisch-Freikirchlicher Gemeinden. Zwar war der Kirchenverband noch bis 1969 eine gesamtdeutsche Körperschaft, eine innere Teilung vollzog sich aber schon 1949. Unter dem Dach einer Bundesleitung-Ost entstanden für den Bereich der DDR eigene Verwaltungseinrichtungen und ein eigener Verlag. Nachdem Otto Soltau bereits 1949 diesem Leitungsgremium neben seinem Gemeindedienst angehört hatte, wurde er 1953 als Bundesvorsitzender Ost dessen Leiter. Dieses Amt übte er bis 1957 aus. Danach übersiedelte er in die Bundesrepublik und verbrachte seinen Ruhestand in Mainz. Seine Privatbibliothek übereignete er dem 1959 gegründeten Theologischen Seminar Buckow.